# Diapositiva

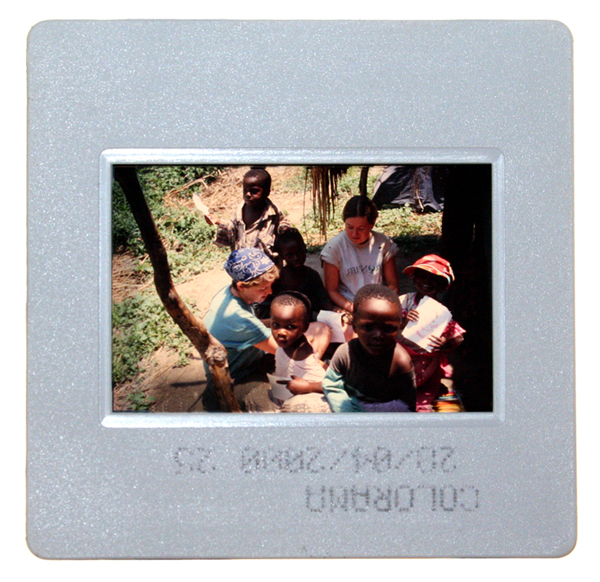
Una diapositiva en colors dins d'un marc plàstic.

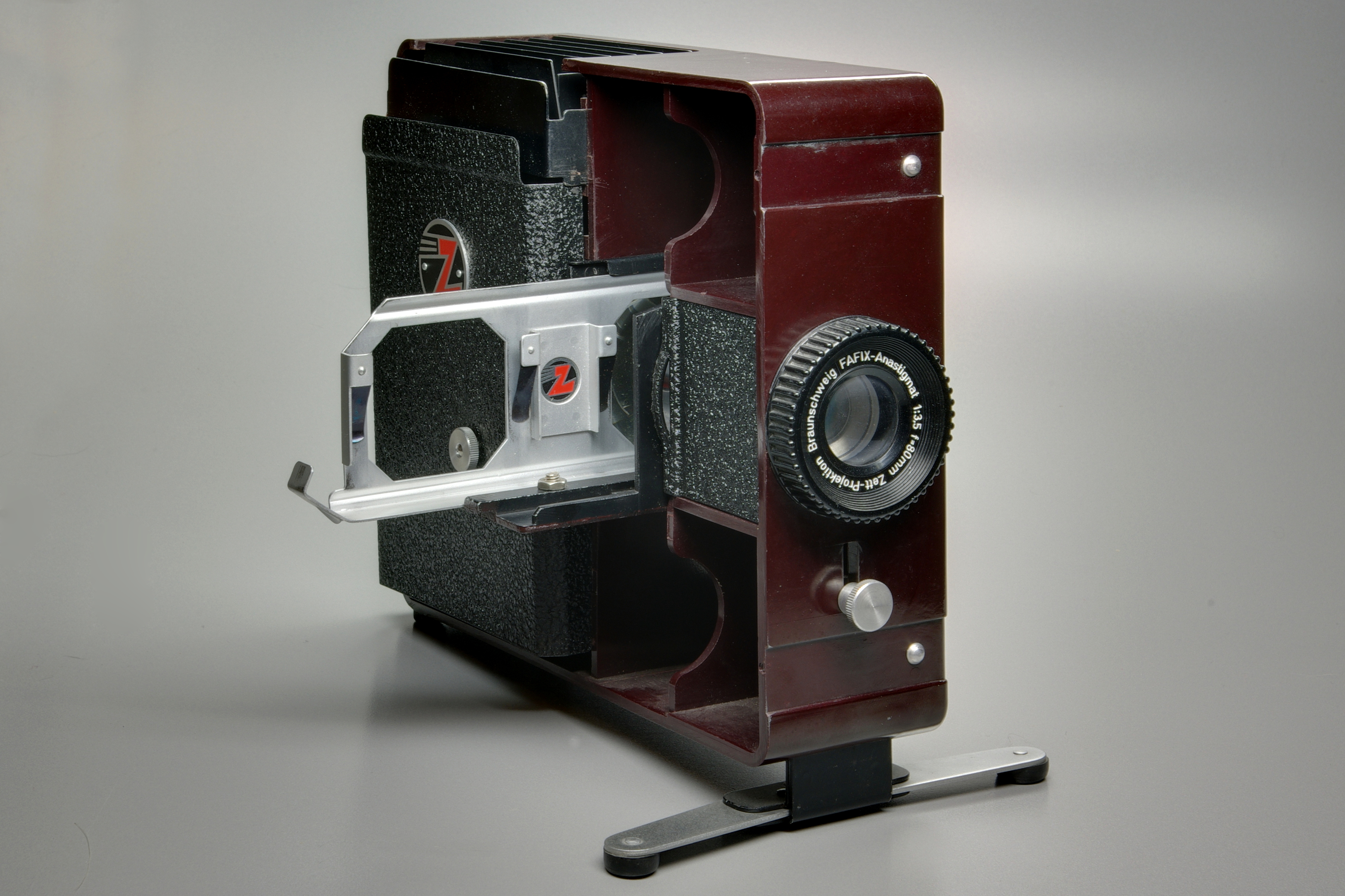
Projector de diapositives, mostrant la lent i un típic portaobjectes doble

Una diapositiva o transparència és una fotografia positiva creada en un suport transparent per mitjans fotoquímics. Difereix de la pel·lícula en negatiu i de les impressions fotogràfiques. La diapositiva també és usada com pel·lícula de cinema, ja que produeix una imatge positiva sense la intervenció de negatius.
Les diapositives eren preferides per professionals i molts aficionats per treballar comparant la seva nitidesa i la seva reproducció cromàtica amb la fotografia tradicional.
La durada de les transparències és major a les impressions en color, de fet, el procés Kodachrome és reconegut per les seves qualitats arxivístiques.
El procés K-14 de Kodachrome era extremadament difícil de dur a terme, ja que una mínima desviació de les especificacions podia afectar la qualitat del producte final, sent un mètode naturalment imperfecte doncs petites quantitats de contaminació en les capes de color produïen un efecte específic i irreproduïble. A causa del desús i la complexitat, es va deixar de fabricar en 2010
Les pel·lícules per a diapositives Ektachrome i Fujichrome seguien el procés estàndard E-6.
Les diapositives perdonen menys errors d'exposició que el negatiu (imprès). Amb aquest tipus de pel·lícula, el valor general pot ser detectat després de processar-lo, controlant l'exposició de la imatge en positiu per compensar-la. La majoria de les càmeres compactes no controlen l'exposició, el que demostra la gran extensió d'exposició dels processos.
El tipus més comú de diapositives és la de 35 mm, la qual és una imatge en positiu dibuixada en una pel·lícula de 35 mm estàndard que, al seu torn, va situada dins d'un marc de plàstic o cartró; la mida estàndard del marc per a la pel·lícula de 35 mm és de 50x50 mm.
Els projectors més antics usaven un mecanisme de lliscament que manualment treia la transparència d'un costat de la màquina, on pogués ser reemplaçada per la següent. Els projectors moderns solen utilitzar un disc, anomenat "carrusel", que sosté un gran nombre de diapositives que són empeses automàticament fora d'ell per situar-les enfront de la llum incandescent.
La companyia Polaroid va produir una pel·lícula per diapositives instantànies, anomenada Polachrome. Va ser envasada en cassets, igual que les pel·lícules de 35 mm.

## Història

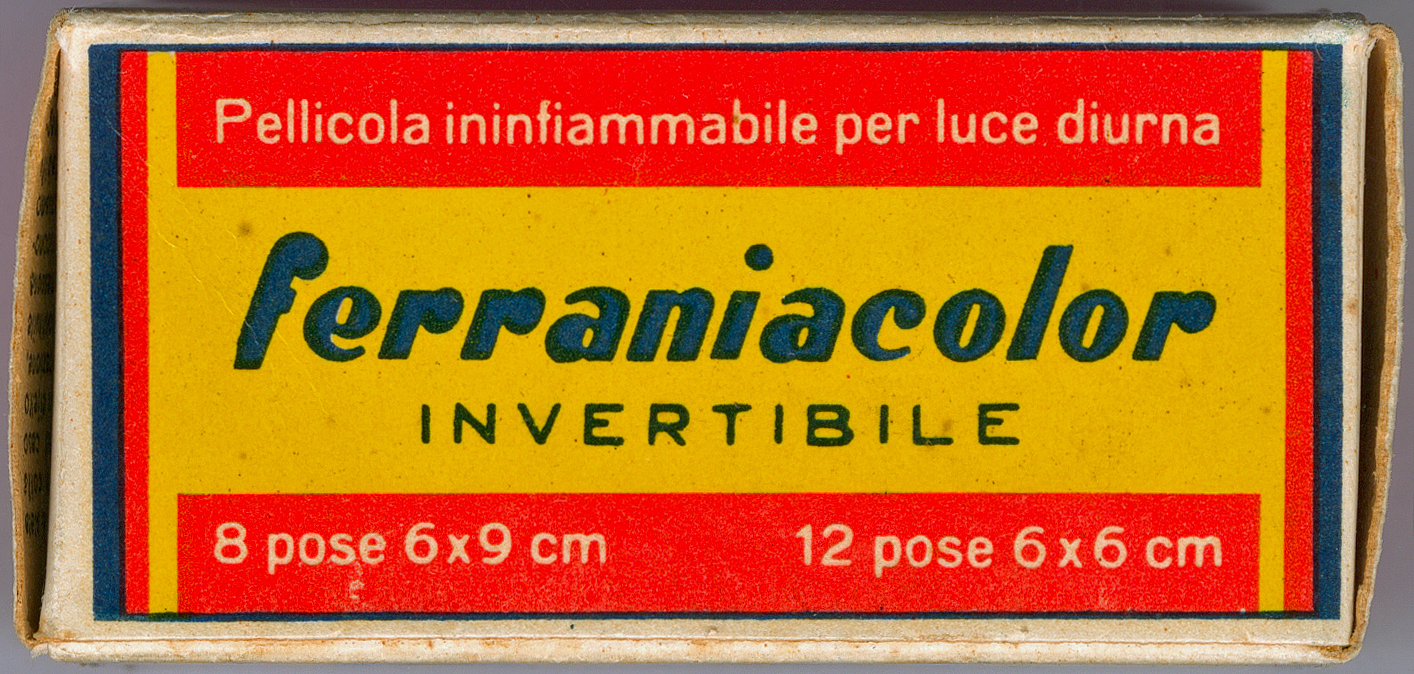
Pel·lícula per a diapositives Ferraniacolor, 1957

El procés més antic de la fotografia en color va ser l'autocrom. Aquest era un mètode de síntesi additiva de color que produïa diapositives en colors, però tènues i amb una resolució cromàtica limitada. Per contra, el procés de síntesi sostractiva de color Kodachrome brindava transparències de colors brillants. Introduït el 1935, va ser ofert en un format de 16 mm per a pel·lícules cinematogràfiques, 35 mm per diapositives i 8 mm per pel·lícules casolanes. Encara que es va utilitzar originalment per reportatges, va guanyar popularitat gradualment.
Al començament dels anys 1940, alguns aficionats usaven Kodachrome per fer fotografies familiars, altres utilitzaven adaptadors de rotllos de pel·lícula amb càmeres ordinàries de 4 "x 5". En aquesta època, les pel·lícules en color tenien molts defectes, eren costoses i les impressions no duraven molt de temps. Els aficionats les van utilitzar fins als anys 1970, fins que la impressió en colors va començar a desplaçar-la.
Fins al 1995, les transparències en color eren l'únic mitjà fotogràfic usat per a publicacions, i van ser extensament utilitzades en la fotografia publicitària, documental, esportiva, i de naturalesa. Els mitjans digitals han reemplaçat gradualment les seves aplicacions. Kodak ha aturat la seva producció de pel·lícules
i només les de Fujifilm o les de Agfaprecisa es poden trobar en el mercat.

## Blanc i negre

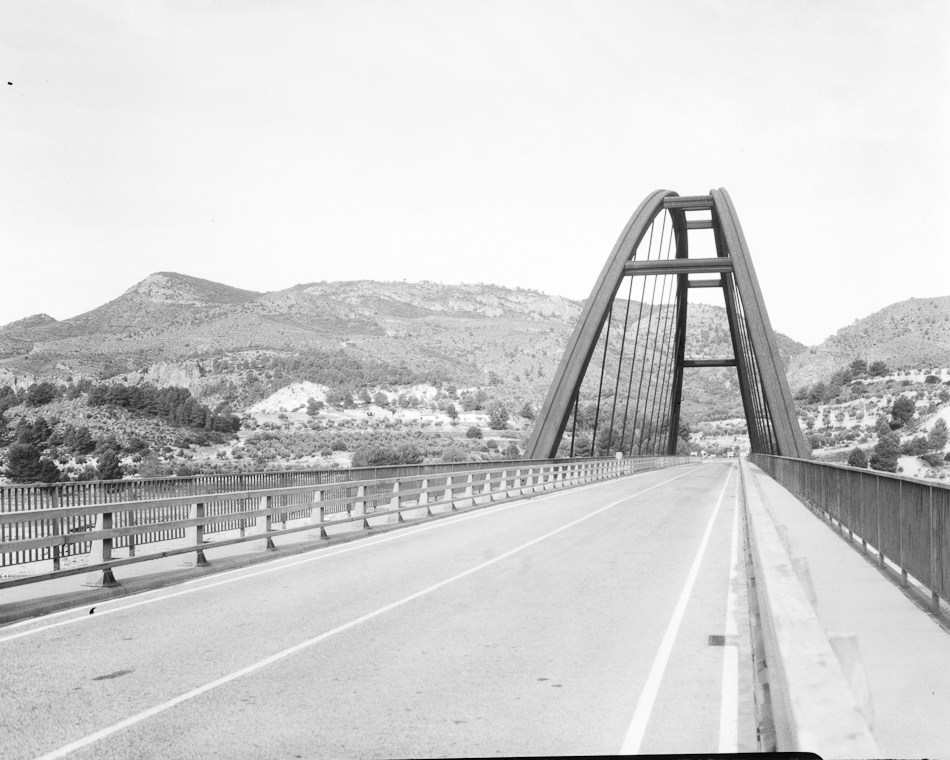
Pont sobre l'embassament de La Fuensanta, Yeste, Albacete.

Les transparències en blanc i negre poden ser assolides directament amb gairebé qualsevol tipus de pel·lícula en blanc i negre usant un procés de reversió. Aquest procés, més llarg i complex que el seu equivalent en color —són set passos en comptes dels tres o quatre (depenent del fabricant dels químics necessaris per processar) que suposa processar el negatiu—, es pot elaborar per un mateix fent servir els mateixos materials necessaris pel tractament habitual dels negatius.
El procés de reversió —expressió traduïda de l'anglesa «reversal processing»¹ —, s'estructura en set passos: primer revelat del negatiu, blanqueig —«bleaching», en anglès—, neteja de les restes del blanqueig, segona exposició de la pel·lícula a la llum —la primera exposició es fa amb la càmera de fotografiar—, segon revelat de la emulsió, fixació i estabilització de la placa o negatiu. Entre cadascun d'aquests passos és molt aconsellable aclarir bé la pel·lícula amb prou aigua, sent imprescindible el rentat químic que es fa entre el primer revelat i el blanqueig donat que el primer revelador podria contindre bromur de potassi el qual, en reacció amb l'àcid sulfúric del blanquejador, crearia bombolles de gas que malmetrien severament l'emulsió.
Els reveladors emprats son reveladors habituals per blanc i negre, podent ésser bé reveladors de pel·lícula o bé reveladors de paper i cada revelador ajuda a conferir un caràcter diferent al resultat, cada revelador necessita uns temps de revelat diferent i per cada revelador es necessita un temps d'exposició diferent de la pel·lícula a la llum —ISO de la emulsió.
La projecció de diapositives en blanc i negre, bé mitjançant projector o bé mitjançant l'antic mètode de la llanterna màgica —si fos el cas que treballéssim amb plaques de vidre emulsionades—, és rarament realitzada en l'actualitat excepte en el cinema. Encara que les transparències en blanc i negre són encara usades, el mètode per crear utilitza típicament un internegatiu i un procés estàndard, en comptes d'un procés químic invers. En el cinema en blanc i negre s'usa amb regularitat per aconseguir l'aparença de "cinema negre".